# Lybius melanopterus
El barbudo de pecho marrón (Lybius melanopterus) es una especie de ave de la familia de los barbudos africanos (Lybiidae). Se encuentra en Kenia, Malaui, Mozambique, Somalia y Tanzania.
- Datos: Q335126
- Multimedia: Lybius melanopterus / Q335126
- Especies: Pogonornis melanopterus